# Puccinia ichnanthi
Puccinia ichnanthi ist eine Ständerpilzart aus der Ordnung der Rostpilze (Pucciniales). Der Pilz ist ein Endoparasit des Süßgrases Ichnanthus candicans. Symptome des Befalls durch die Art sind Rostflecken und Pusteln auf den Blattoberflächen der Wirtspflanzen. Sie ist ein Endemit Brasiliens.

## Merkmale

### Makroskopische Merkmale
Puccinia ichnanthi ist mit bloßem Auge nur anhand der auf der Oberfläche des Wirtes hervortretenden Sporenlager zu erkennen. Sie wachsen in Nestern, die als gelbliche bis braune Flecken und Pusteln auf den Blattoberflächen erscheinen.

### Mikroskopische Merkmale
Das Myzel von Puccinia ichnanthi wächst wie bei allen Puccinia-Arten interzellulär und bildet Saugfäden, die in das Speichergewebe des Wirtes wachsen. Aecien oder Spermogonien der Art sind nicht bekannt. Die zimtbraunen Uredien der Art wachsen unterseitig auf den Blättern der Wirtspflanzen. Ihre goldenen bis zimtbraunen Uredosporen sind breitellipsoid bis eiförmig, 32–38 × 23–27 µm groß und fein stachelwarzig. Die blattunterseitig wachsenden Telien der Art sind gelblich und früh unbedeckt. Die farblosen Teliosporen sind zweizellig, in der Regel schmalellipsoid bis spindelförmig und 28–34 × 12–14 µm groß. Ihre Stiele sind farblos und bis zu 30 µm lang.

## Verbreitung
Das bekannte Verbreitungsgebiet von Puccinia ichnanthi umfasst lediglich Brasilien.

## Ökologie
Die Wirtspflanze von Puccinia ichnanthi ist Ichnanthus candicans. Der Pilz ernährt sich von den im Speichergewebe der Pflanzen vorhandenen Nährstoffen, seine Sporenlager brechen später durch die Blattoberfläche und setzen Sporen frei. Die Art verfügt über einen Entwicklungszyklus, von dem bislang lediglich Telien und Uredien sowie deren Wirt bekannt sind; Spermogonien und Aecien konnten dem Pilz nicht zugeordnet werden.